# ナイトオブサンダー
ナイトオブサンダー (Night Of Thunder) はアイルランド生産、イギリス調教の競走馬、種牡馬である。主な勝ち鞍は2014年の英2000ギニー(G1)、2015年のロッキンジステークス(G1)。

## 現役時代
2011年3月12日にアイルランドで誕生。2012年10月のタタソールズ1歳馬セールにて3万2000ポンドで落札された。イギリスのリチャード・ハノン厩舎から2013年10月にデビューし、2歳シーズンを2戦2勝で終える。
2014年初戦のグリーナムステークスはジョン・ゴスデン厩舎の期待馬キングマンに大きく離された2着となる。英2000ギニーでは単勝オッズ41倍（40-1）の人気薄であったが、ベテランのキーレン・ファロンの手綱捌きに導かれ、前走完敗した1番人気キングマンに雪辱を果たして優勝した。
英2000ギニー後はセントジェームズパレスステークスで三度キングマンと対決したが、リベンジを果たされ2着に敗れる。距離を延長したエクリプスステークスは8着に敗れたが、マイル戦に戻ったムーラン・ド・ロンシャン賞ではチャームスピリットの3着となった。年内最終戦のクイーンエリザベス2世ステークスではラスト1ハロンまで進路が開かず追い出しが遅れたことが響いて、先に抜けたチャームスピリットを捉えることができず半馬身差の2着に惜敗した。
2015年2月にムハンマド・ビン・ラーシド・アール・マクトゥーム(シェイク・モハメド)によって購入され、以後ゴドルフィンブルーの勝負服でレースに出走することになった。シーズン初戦のロッキンジステークスをジェームズ・ドイルとの初コンビで制し、2つ目のマイルの主要G1タイトルを獲得した。その後は2戦して5着、4着となり、同年8月17日に馬主のゴドルフィンより現役引退が発表された。

### 競走成績
以下の内容は、Racing Postの情報に基づく。
| 出走日      | 競馬場           | 競走名                           | 格 | 距離  | 着順 | 騎手       | 着差     | 1着（2着）馬 |
| ----------- | ---------------- | -------------------------------- | -- | ----- | ---- | ---------- | -------- | ------------ |
| 2013.10.13  | グッドウッド     | 未勝利                           |    | 芝6f  | 1着  | R.ヒューズ | 6馬身    | （Nakuti）   |
| 0000.10.26  | ドンカスター     | ドンカスターステークス           | L  | 芝6f  | 1着  | R.ヒューズ | 3馬身    | （Aeolus）   |
| 2014.04.012 | ニューベリー     | グリーナムステークス             | G3 | 芝7f  | 2着  | R.ムーア   | 4馬身1/2 | Kingman      |
| 0000.05.03  | ニューマーケット | 英2000ギニー                     | G1 | 芝8f  | 1着  | K.ファロン | 1/2馬身  | （Kingman）  |
| 0000.06.17  | アスコット       | セントジェームズパレスステークス | G1 | 芝8f  | 2着  | R.ヒューズ | 2馬身1/4 | Kingman      |
| 0000.07.05  | サンダウン       | エクリプスステークス             | G1 | 芝10f | 8着  | R.ヒューズ | 8馬身1/4 | Mukhadram    |
| 0000.09.14  | ロンシャン       | ムーラン・ド・ロンシャン賞       | G1 | 芝8f  | 3着  | R.ムーア   | 1/2馬身  | Charm Spirit |
| 0000.10.18  | アスコット       | クイーンエリザベス2世ステークス  | G1 | 芝8f  | 2着  | R.ヒューズ | 1/2馬身  | Charm Spirit |
| 2015.05.16  | ニューベリー     | ロッキンジステークス             | G1 | 芝8f  | 1着  | J.ドイル   | クビ     | Toormore     |
| 0000.06.16  | アスコット       | クイーンアンステークス           | G1 | 芝8f  | 5着  | J.ドイル   | 4馬身3/4 | Solow        |
| 0000.07.29  | グッドウッド     | サセックスステークス             | G1 | 芝8f  | 4着  | J.ドイル   | 4馬身3/4 | Solow        |

## 種牡馬時代
2016年からアイルランドのキルダンガンスタッドにて種牡馬入りした。初年度の種付け料は3万ユーロに設定された。
2018年よりイギリスのダーラムホールスタッドに移動し、種付け料も1万5000ポンドとなった。

### 主な産駒
- サンダリングナイツ / Thundering Nights - 2021年プリティーポリーステークス
- クケラーチャ / Kukeracha - 2021年クイーンズランドダービー
- ハイフィールドプリンセス / Highfield Princess - 2022年モーリス・ド・ゲスト賞、ナンソープステークス、フライングファイブステークス、2023年アベイ・ド・ロンシャン賞
- エコノミクス / Economics - 2024年アイリッシュチャンピオンステークス
- デザートフラワー / Desert Flower - 2024年フィリーズマイル、2025年1000ギニーステークス
- ショワジャ / Choisya - 2025年ジェニーワイリーステークス
- ダイナミックプライシング / Dynamic Pricing - 2025年ジャストアゲームステークス
- オンブズマン / Ombudsman - 2025年プリンスオブウェールズステークス、インターナショナルステークス

## 血統表
| ナイトオブサンダーの血統  | ナイトオブサンダーの血統                                                 | ナイトオブサンダーの血統                                                 | （血統表の出典）                                                         | （血統表の出典）    |
| 父系                      | ミスタープロスペクター系                                                 | ミスタープロスペクター系                                                 | ミスタープロスペクター系                                                 | [ § 2 ]             |
| 父 Dubawi 2002 鹿毛       | 父の父Dubai Millenium 1996 鹿毛                                          | Seeking the Gold                                                         | Mr. Prospector                                                           | Mr. Prospector      |
| 父 Dubawi 2002 鹿毛       | 父の父Dubai Millenium 1996 鹿毛                                          | Seeking the Gold                                                         | Con Game                                                                 |                     |
| 父 Dubawi 2002 鹿毛       | 父の父Dubai Millenium 1996 鹿毛                                          | Colorado Dancer                                                          | Shareef Dancer                                                           | Shareef Dancer      |
| 父 Dubawi 2002 鹿毛       | 父の父Dubai Millenium 1996 鹿毛                                          | Colorado Dancer                                                          | Fall Aspen                                                               |                     |
| 父 Dubawi 2002 鹿毛       | 父の母Zomaradah 1995 黒鹿毛                                              | Deploy                                                                   | Shirley Heights                                                          | Shirley Heights     |
| 父 Dubawi 2002 鹿毛       | 父の母Zomaradah 1995 黒鹿毛                                              | Deploy                                                                   | Slightly Dangerous                                                       |                     |
| 父 Dubawi 2002 鹿毛       | 父の母Zomaradah 1995 黒鹿毛                                              | Jawaher                                                                  | *ダンシングブレーヴ                                                      | *ダンシングブレーヴ |
| 父 Dubawi 2002 鹿毛       | 父の母Zomaradah 1995 黒鹿毛                                              | Jawaher                                                                  | High Tern                                                                |                     |
| 母 Forest Storm 2006 栗毛 | 母の父Galileo 1998 鹿毛                                                  | Sadler's Wells                                                           | Northern Dancer                                                          | Northern Dancer     |
| 母 Forest Storm 2006 栗毛 | 母の父Galileo 1998 鹿毛                                                  | Sadler's Wells                                                           | Fairy Bridge                                                             |                     |
| 母 Forest Storm 2006 栗毛 | 母の父Galileo 1998 鹿毛                                                  | Urban Sea                                                                | Miswaki                                                                  | Miswaki             |
| 母 Forest Storm 2006 栗毛 | 母の父Galileo 1998 鹿毛                                                  | Urban Sea                                                                | Allegretta                                                               |                     |
| 母 Forest Storm 2006 栗毛 | 母の母Quiet Storm 2000 鹿毛                                              | Desert Prince                                                            | Green Desert                                                             | Green Desert        |
| 母 Forest Storm 2006 栗毛 | 母の母Quiet Storm 2000 鹿毛                                              | Desert Prince                                                            | Flying Fairy                                                             |                     |
| 母 Forest Storm 2006 栗毛 | 母の母Quiet Storm 2000 鹿毛                                              | Hertford Castle                                                          | Reference Point                                                          | Reference Point     |
| 母 Forest Storm 2006 栗毛 | 母の母Quiet Storm 2000 鹿毛                                              | Hertford Castle                                                          | Forest Flower                                                            |                     |
| 母系(F-No.)               | 2号族(FN:2-n)                                                            | 2号族(FN:2-n)                                                            | 2号族(FN:2-n)                                                            | [ § 3 ]             |
| 5代内の近親交配           | Mr. Prospector4×5＝9.38%、Northern Dancer4×5=9.38%、 Mill Reef5×5＝6.25% | Mr. Prospector4×5＝9.38%、Northern Dancer4×5=9.38%、 Mill Reef5×5＝6.25% | Mr. Prospector4×5＝9.38%、Northern Dancer4×5=9.38%、 Mill Reef5×5＝6.25% | [ § 4 ]             |
| 出典                      | 1. 2. 3. 4.                                                              | 1. 2. 3. 4.                                                              | 1. 2. 3. 4.                                                              | 1. 2. 3. 4.         |